# Cyrtodactylus papilionoides
Espèce
Cyrtodactylus papilionoides est une espèce de geckos de la famille des Gekkonidae.

## Répartition
Cette espèce est endémique de la province de Nakhon Ratchasima en Thaïlande.

## Publication originale
- Ulber &  Grossmann, 1991 : Ein weiterer neuer Gecko aus Zentral-Thailand: Cyrtodactylus papilionoides sp. nov. (Reptilia: Sauria: Gekkonidae). Sauria, vol. 13, n. 1, p. 13-22.